# 防衛医大教授痴漢冤罪事件
防衛医大教授痴漢冤罪事件 (ぼうえいいだいきょうじゅちかんえんざいじけん）は、小田急小田原線で痴漢行為をおこなったとして強制わいせつ罪で防衛医科大学校教授が逮捕・起訴された痴漢冤罪事件である。

## 概要
2006年4月18日朝、東京都世田谷区内の小田急線成城学園前 - 下北沢駅間を走行中の準急内で女性下着に手を入れ、下半身を触ったとして防衛医大教授が強制わいせつ罪で逮捕された。逮捕・起訴された後も、同教授は一貫して容疑を否認した。1審・東京地裁は「教授の左手で触られていた」「満員電車で回避行動が困難であった」「一度降りた後被告の隣に立ったのは乗客に押されたため」という女性の証言の信用性を認めて懲役1年10カ月の実刑判決とした。被告は控訴したが2審・東京高裁も1審判決を支持して有罪判決を下した。教授側は上告。
2009年4月14日、最高裁は2審の有罪判決を破棄し、刑事訴訟法第411条3号に基づき痴漢事件としては初の逆転無罪判決を下した。判決では、指から下着の繊維が鑑定で検出されていないなど、客観証拠がないことや、女性の証言についても、被害者は痴漢にあってから一度電車を降りたのに再び同じ車両に乗って被告の隣に立ったこと、執拗に痴漢されたにもかかわらず車内で積極的に避けようとしていないなどから疑いがあるとされた。
また、多数意見では本件のような満員電車内の痴漢事件においては、被害事実や犯人の特定について物的証拠等の客観的証拠が得られにくく、被害者の供述が唯一の証拠である場合も多い上、被害者の思い込みその他により被害申告がされて犯人と特定された場合、その者が有効な防御を行うことが容易ではないという特質が認められることから、これらの点を考慮した上で特に慎重な判断をすることが求められる」と指摘され、那須弘平の補足意見では「被告人が犯罪を犯していないとまでは断定できない」としつつも痴漢審理においても「疑わしきは被告人の利益に」の原則が適用されることが示された。

## 補足
- 被告の防衛医大教授は、事件後から無期限の休職中だったが無罪判決を受けて職場に復職した[1]。同教授は復職時点で翌年には定年退官となる予定だったが、休職期間である3年間退官が延期されている。
- 最高裁での判決は藤田宙靖・那須弘平・近藤崇晴の3人が無罪、田原睦夫（裁判長）・堀籠幸男の2人が有罪としていて、3対2の僅差での判決だった。